# یخ‌زدگی
یَخ‌زدگی (به انگلیسی: Frostbite) در پزشکی به معنی آسیب موضعی بخشی از بدن در اثر سرمای شدید است.
در اثر یخ‌زدگی بلورهای یخ در بافت اعضاء بدن پدید می‌آید که باعث آسیب زدن به یاخته‌های این بافت‌ها می‌شود.
در دماهای زیر منفی ۱۵ درجه سانتیگراد، رگ‌ها در اندام‌ها و پوست بدن انسان آغاز به تنگ شدن می‌کنند. این سازوکاری است تا بدن گرمای کم‌تری از دست بدهد. سرماهای شدید و طولانی باعث می‌شود تا این تنگی رگ‌ها باعث رسیدن کم خون به آن اندام یا پوست بشود. همراهی سرمای زیاد و گردش خون پایین می‌تواند باعث نابودی بافت بشود.
احتمال آسیب در نقاطی که دورتر از قلب هستند یا سطح بیشتری در معرض سرما دارند بیشتر است. انگشت‌های پا و دست، گوش‌ها و بینی از این گونه اندام‌ها هستند.
یخ‌زدگی با سرمازدگی مربوط است ولی تفاوت دارد.

## نگارخانه

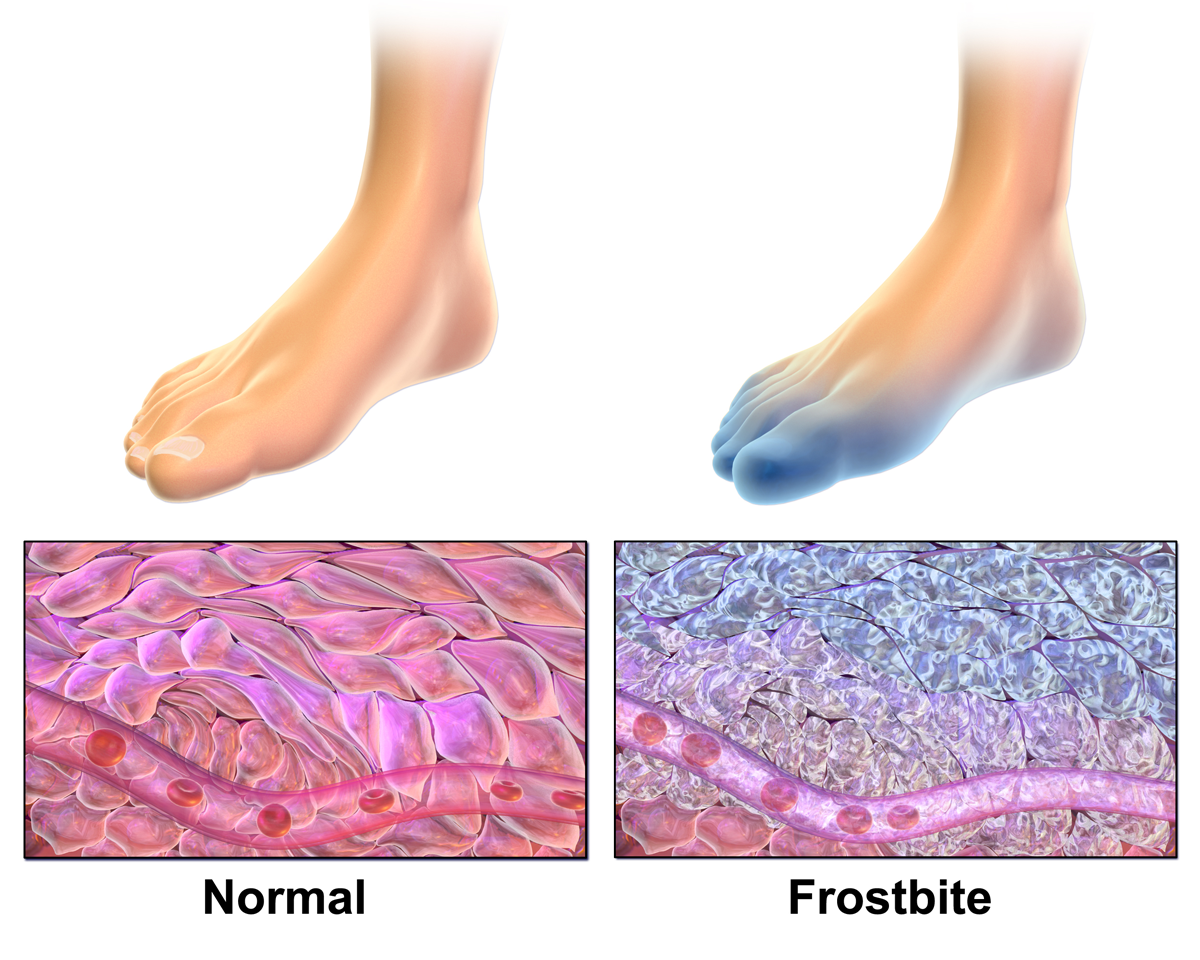
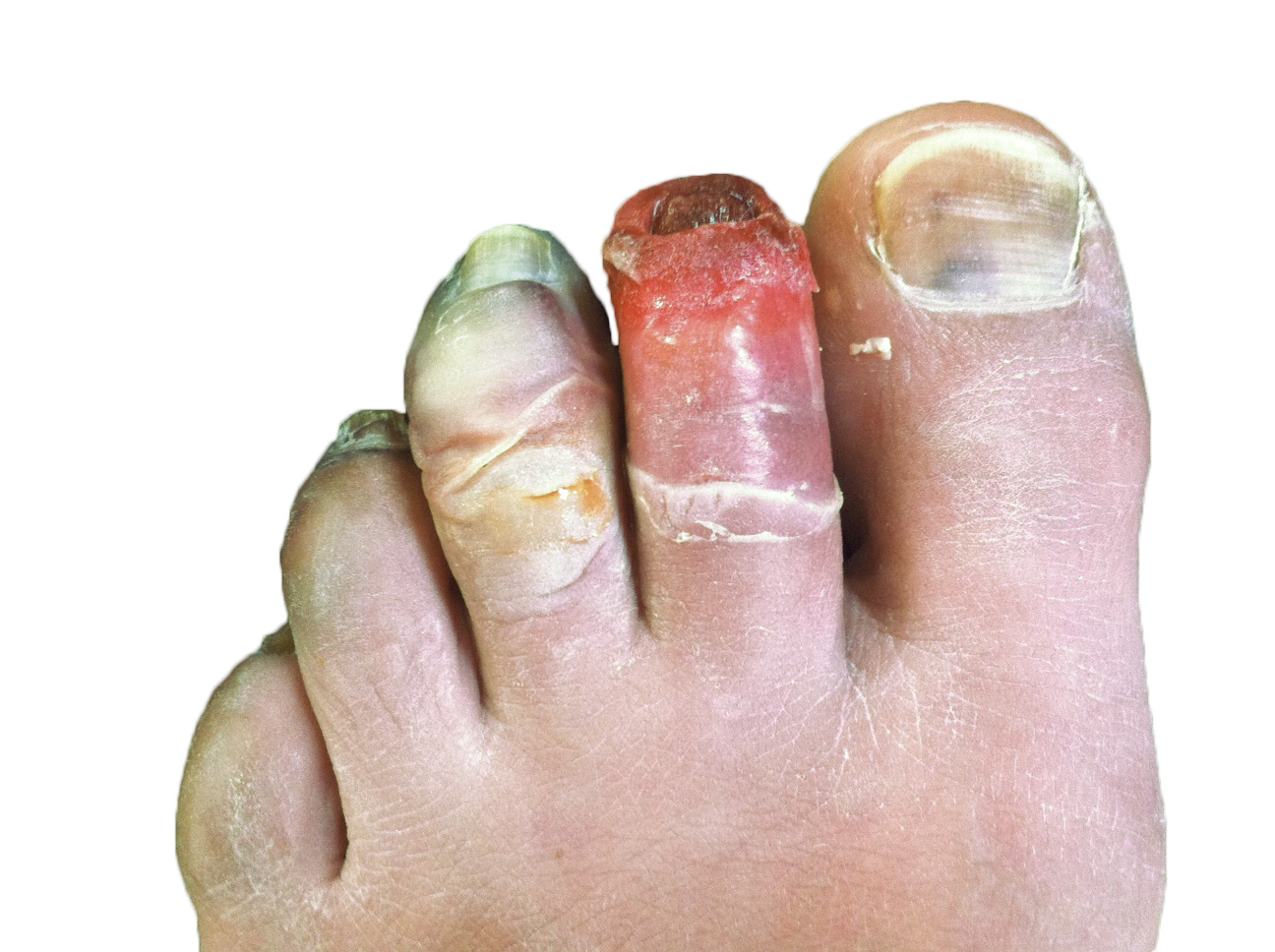
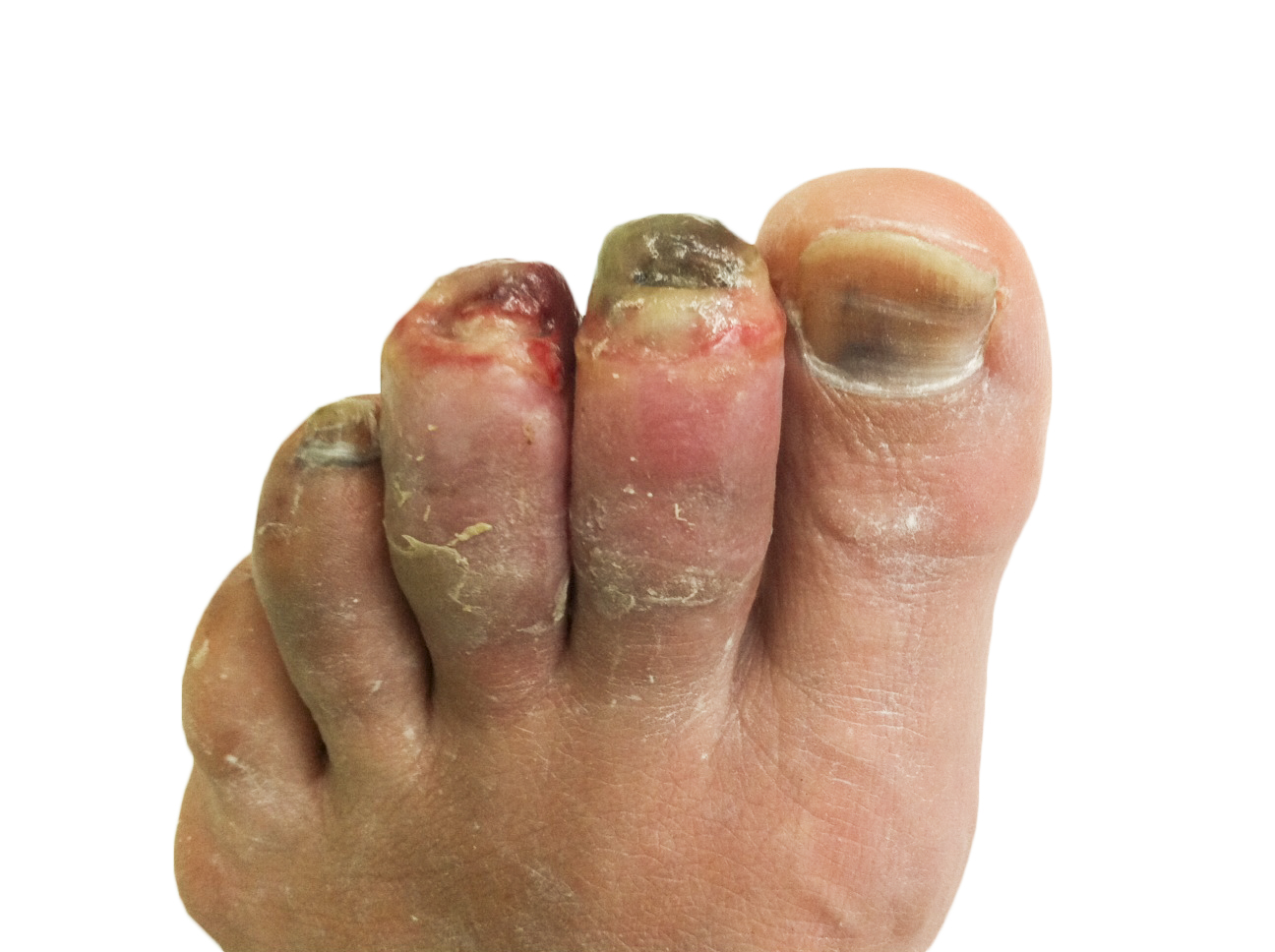